# Speleoithona
Speleoithona é um género de crustáceo da família Speleoithonidae.
Este género contém as seguintes espécies:
- Speleoithona bermudensis